# União das Freguesias de Boa Aldeia, Farminhão e Torredeita
União das Freguesias de Boa Aldeia, Farminhão e Torredeita, kürzer Boa Aldeia, Farminhão e Torredeita, ist eine Gemeinde (Freguesia) im Kreis (Concelho) von Viseu in Portugal.
In der Gemeinde leben 2.823 Einwohner auf einer Fläche von 35,13 km² (Stand nach Zahlen von 2011).
Die Gemeinde entstand im Zuge der Gebietsreform in Portugal am 29. September 2013 durch Zusammenlegung der bisherigen Gemeinden Boa Aldeia, Farminhão und Torredeita. Boa Aldeia wurde offiziell Sitz der neuen Gemeinde, während die tatsächliche Gemeindeverwaltung im Wesentlichen im Gebäude von Torredeita angesiedelt ist. Alle drei früheren Verwaltungen blieben derweil als Bürgerbüros geöffnet.